# Uiramutã
Uiramutã är en kommun i Brasilien.   Den ligger i delstaten Roraima, i den norra delen av landet, 2 600 km nordväst om huvudstaden Brasília. Antalet invånare är 8 147.
Omgivningarna runt Uiramutã är huvudsakligen savann. Trakten runt Uiramutã är nära nog obefolkad, med mindre än två invånare per kvadratkilometer.